# Ясная Поляна (станция)
Я́сная Поля́на — железнодорожная станция Московской железной дороги, расположена в границах муниципального образования город Тула. Объект культурного наследия народов России федерального значения, охраняется государством. В 2001 году на территории станции открыт музейно-вокзальный комплекс «Козлова Засека».

## История
Прежнее название станции Козлова Засека восходит к XIV веку, когда это место близ Тулы находилось на южной окраине Московского княжества и представляло собой засеку, служившую для защиты от вражеских набегов. Она была названа «Козловой» в честь здешнего воеводы Данилы Козлова.
В 1868 году открылась Московско-Курская железная дорога и станция, ближайшая к Ясной Поляне, где жил и работал Лев Толстой, была названа «Козловой Засекой». Сюда приходила почта писателю, здесь он звонил по телефону. Отсюда он поехал в ноябре 1910 года на юг, по дороге заболел и умер на станции Астапово. В 1928 году в год столетия со дня рождения писателя станция была переименована в «Ясную Поляну».
В 2000—2001 годах строительными подразделениями ОАО РЖД были проведены реставрационные работы и станции был возвращён первоначальный облик. 9 сентября 2001 года был торжественно открыт музейно-вокзальный комплекс «Козлова Засека».
В 2001 году руководство Тульского отделения Московской железной дороги и музея-усадьбы Л. Н. Толстого «Ясная Поляна» обращались в Тульскую городскую думу с ходатайством о возвращении железнодорожной станции её исторического наименования. Это ходатайство депутатами Тульской городской думы поддержано не было.
3 сентября 2001 года Тульская областная дума своим Постановлением № 17/337 одобрила предложение руководства теперь уже Московской железной дороги о переименовании. В соответствии с этим постановлением материалы и документы, обосновывающие переименование географического объекта, должны были быть направлены в Федеральную службу геодезии и картографии России для проведения экспертизы. После чего, в случае получения положительного заключения экспертной комиссии, — необходимо обратиться в Правительство Российской Федерации с предложением о переименовании железнодорожной станции.
Однако, по состоянию на 1 августа 2018 года, во всех официальных документах и расписаниях станция именуется как Ясная Поляна и имеет действительный код АСУЖД (ЕСР) 213905.
В 2003 году коллективу станции было присвоено звание «Предприятие эффективных технологий и эстетики».

## Выставка «Железная дорога Льва Толстого»
На выставке представлены предметы начала XX века, позволяющие посетителям представить облик станции на момент отправки Льва Толстого в свой последний путь. Здесь представлены модель поезда тех лет, старые фотографии, дорожные вещи (портфель, зонтик, трость-сиденье), телеграф, телефон.

## Пассажирское движение
Через станцию проходит небольшое количество пригородных поездов направлением на Тулу и Орёл, все они имеют непродолжительную остановку на станции.
Весной 2021 года на станции имеют остановку скоростные поезда «Ласточка», следующие из Москвы в Курск, Орёл и обратно, а также пассажирский поезд Санкт-Петербург — Белгород. Билеты на пригородные, скоростные и поезда дальнего следования можно приобрести дистанционно или в кассе на станции.

## Коммерческие операции, выполняемые на станции
- Продажа пасс. билетов. Приём, выдача багажа;
- Приём, выдача повагонных отправок грузов (откр. площ.)
- Приём, выдача повагонных и мелких отправок (подъездн. пути)[7].

## Галерея
- Вокзал
- Зал ожидания
- Памятник Л. Н. Толстому
- Багажный сарай
- Л. Н. Толстой с сыном Львом на станции, 1909 г.
- Выставка «Железная дорога Льва Толстого»
- «Козлова Засека» в 1883 г.
- Чайная пара фабрики Гарднера